# Goupillières, Eure

Goupillières este o comună în departamentul Eure, Franța. În 1 ianuarie 2018 avea o populație de 893 de locuitori.